# Idősek játszótere (Győr)
Az idősek játszótere  Győrőtt található az Eötvös-ligetben. A parkot a közelmúltban újították fel és 2008. november 18-án adták át a rendeltetésének. Az idősek játszótere része annak a szakmai programnak, melynek célja a lakóövezeti zöld felület használóinak közérzetjavítása. A Los Angeles, Berlin és Tokió után a világon a győri a negyedik ilyen létesítmény.

## Célja
A Lappföldi Egyetem kutatócsoportja tanulmányozza egy 65-81 éves kontrollcsoport viselkedését és fizikai erőnlétét, akik rendszeresen kivonulnak, és a játszótéri elemeken játszanak, akár a gyerekek. Az idős személyeknek már néhány hét után sokat javult a mozgáskoordinációs képessége, könnyebben, gyorsabban, fiatalosabban mozogtak. Emellett mentális képességeik javulásáról is beszámoltak.
Az egyik finnországi játszótérelem-gyártó vállalat el is kezdte gyártani a „három generációs elemeket”, amelyeken az óvodás unokától a nagymamáig bárki kényelmesen játszhat. A kutatók szerint erősíti a társadalmi és kiscsoportos kötödést, valamint az egymás iránti bizalmat, ha több generáció együtt játszik.
A liget felújításának tervezésekor Németh Zoltán alpolgármester ötlete volt az idősek játszóterének megépítése. Ezzel a park és az északkeleti része új funkciót kapott a szomszédos japánkert mellett.

## Berendezései
Megtalálható benne:
- helybenjáró gép: Amelyen gyalogolva a domb illetve hegymászáshoz szükséges izmokat lehet megmozgatni.
- közlekedő karika: A végtagok finom mozgását és a koncentrációot fejleszti,
- gerincdoktor: A csigolyák átmozgatására alkalmas berendezés,
- járópad: és a
- taposóhinta: Mindkét berendezés az erőnléti szint szintentartására és fejlesztésére való.

Szerves része a parknak a speciális rámpa, a kötélháló, az alacsony gerenda, a függőhíd, a nyújtó és a lépcsők.

## Külső hivatkozás
- http://galeria.fn.hu/3/18939/0/1%5B%5D
- http://www.kisalfold.hu/gyori_hirek/nagymamak_a_hintan_-_jatszoter_nyugdijasoknak_gyorben/2077883/ Archiválva 2016. március 10-i dátummal a Wayback Machine-ben
- https://web.archive.org/web/20081028054743/http://www.mommo.hu/media/Jatszoter_nyugdijasoknak
- http://borsa.hu/20071119/jatszoter_nyugdijasoknak/jatszoter_nyugdijasoknak/
- http://www.gyor.hu/adatok/szerzodesek-varosepites_2008-07-egyeb-szerz.pdf%5B%5D